# قلعه ژوهانسبورگ

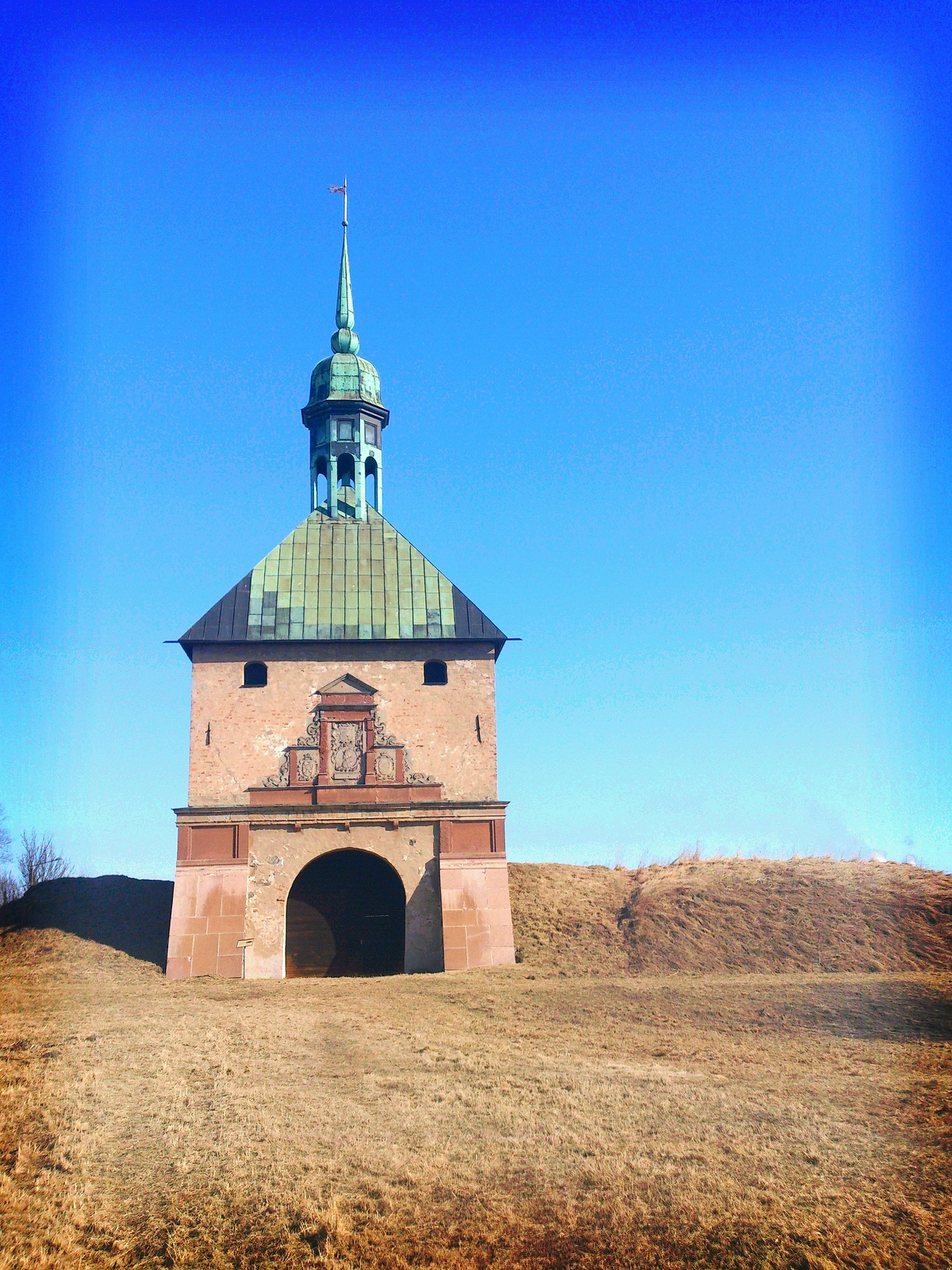
نمای مقابل قلعه

قلعه ژوهانسبورگ قلعه‌ای در شهر نورشوپینگ شهرستان اوستر گوتلاند سوئد است.